# 2950 Rousseau
2950 Rousseau је астероид главног астероидног појаса. Приближан пречник астероида је 13,33 ,
а средња удаљеност астероида од Сунца износи 2,754 астрономских јединица (АЈ).
Инклинација (нагиб) орбите у односу на раван еклиптике је 9,604 степени, а орбитални период износи 1670,037 дана (4,572 године). Ексцентрицитет орбите астероида износи 0,261.
Апсолутна магнитуда астероида износи 11,90 а геометријски албедо 0,172.
Астероид је откривен 9. новембра 1974. године.